# Ostatni zjadacz grzechu (film)
Ostatni zjadacz grzechu – amerykański film dramatyczny z 2007 roku w reżyserii Michaela Landona juniora. Adaptacja powieści Francine Rivers o tym samym tytule.

## Fabuła[2]
Akcja toczy się w 1850 Appakachii, w środowisku irlandzkich osadników. 10-letnia Cadi Forbes jest dręczona poczuciem winy z powodu śmierci swojej siostry Fii. Wierzy, że pomóc jej może tajemniczy mężczyzna, Zjadacz Grzechu. Mężczyzna ten żyje  w osamotnieniu, gdyż nikt nie może na niego patrzeć. Mimo sprzeciwu rodziny i otoczenia, dziewczynka decyduje spotkać się ze zjadaczem grzechów, ponieważ pragnie, aby ten zmazał jej winę związaną ze śmiercią jej siostry.

## Obsada
- Liana Liberato – Cadi Forbes
- Henry Thomas – Człowiek Boga
- Louise Fletcher – Miz Elda
- Soren Fulton – Fagan Kai
- Stewart Finlay-McLennan – Brogan Kai
- Peter Wingfield – Zjadacz Grzechu